# Hapalomys longicaudatus
Hapalomys longicaudatus is een knaagdier uit het geslacht Hapalomys dat voorkomt in Yunnan (Zuid-China), Zuidoost-Myanmar, Zuidwest- en Zuid-Thailand en het schiereiland Malakka. Deze soort lijkt veel op de andere levende soort van het geslacht, H. delacouri, maar verschilt daarvan ook in een aantal kenmerken.
De vacht is dik, zacht en wollig. De rug is grijsbruin, de onderkant wit, met een okerkleurige streep daartussen. De staart is lang en volledig behaard. Het gezicht is grijsbruin. De oren zijn relatief klein en donkerbruin. De voeten zijn groot. De kop-romplengte bedraagt 162 tot 165 mm, de staartlengte 193 tot 202 mm, de achtervoetlengte 28 tot 32 mm en de oorlengte 13 tot 15 mm. Daarmee is hij een stuk groter dan H. delacouri. Vrouwtjes hebben 1+1+2=8 mammae.